# Championnat de France de basket-ball 2023-2024
Navigation
2022-2023 2024-2025
| \| Blois Bourg Chalon Cholet Dijon Gravelines Le Mans Le Portel Levallois Limoges Monaco Nancy Nanterre Paris Roanne Saint-Quentin Strasbourg Villeurbanne \| Localisation des clubs engagés. |
| Blois Bourg Chalon Cholet Dijon Gravelines Le Mans Le Portel Levallois Limoges Monaco Nancy Nanterre Paris Roanne Saint-Quentin Strasbourg Villeurbanne                                       |

La saison 2023-2024 de Betclic Élite est la cent-deuxième édition du championnat de France masculin de basket-ball, la trente-septième depuis la création de la LNB et la troisième sous l'appellation « Betclic Élite ».

## Formule de la compétition
Dix-huit équipes s'affrontent sous forme de matches aller-retour lors de la saison régulière, de septembre 2023 à mai 2024. Chaque équipe dispute en conséquence trente-quatre matches, dont dix-sept à domicile et dix-sept à l'extérieur.
Un classement est établi après chaque journée, se basant sur le ratio entre le nombre de victoires et le nombre de matches joués. En cas d'égalité, les équipes sont départagées selon les critères suivants :
- Différence de points sur les rencontres jouées entre elles
- Plus grand nombre de points marqués sur les rencontres jouées entre elles
- Plus grande différence de points sur l'ensemble des rencontres
- Plus grand nombre de points marqués sur l'ensemble des rencontres
- Tirage au sort

Au terme de la phase aller, les équipes classées de la première à la huitième place sont qualifiées pour la Leaders Cup. Cette compétition à élimination directe se déroule durant le mois de février 2024.
À l'issue de la saison régulière, les huit premières équipes sont qualifiées pour les playoffs. Cette compétition comprend successivement des quarts de finale au meilleur des trois manches, puis des demi-finales et une finale au meilleur des cinq manches. Le vainqueur des playoffs est désigné champion de France.

## Droits télévisés
À compter de cette saison, et jusqu'en 2030, L'Équipe retransmet 1 match par semaine, 10 matchs de Playoffs dont les finales, 3 matchs de la Leaders Cup et le All Star Game. La plateforme SKWEEK retransmet, quant à elle, l'intégralité des matchs par saison.
À la suite d'une problématique de paiement de créances, la plateforme SKWEEK ne retransmet plus les matchs du championnat à compter de la mi-avril 2024. L'Équipe ayant résilié le contrat de diffusion des droits télévisés.
Une solution est finalement trouvée pour la fin de saison, la plateforme SKWEEK pouvant retransmettre les matchs en dehors de ceux télévisés par L'Équipe.

## Clubs participants

### Clubs engagés
Les seize premiers de la saison 2022-2023, le premier de la saison régulière ainsi que le vainqueur des playoffs d'accession du championnat de France de Pro B 2022-2023 sont engagés dans la compétition.
| Club                     | Dernière montée | Classement 2022-2023 | Entraîneur                                     | Depuis         | Salle                                                   | Capacité théorique | Saisons en Pro A |
| ------------------------ | --------------- | -------------------- | ---------------------------------------------- | -------------- | ------------------------------------------------------- | ------------------ | ---------------- |
| AS Monaco                | 2015            | 1er                  | Saša Obradović                                 | 2021           | Salle Gaston Médecin (Monaco)                           | 5 000,             | 26               |
| Metropolitans 92         | 2009            | 2e                   | Laurent Foirest Jean-Paul Besson               | 2023           | Palais des sports Marcel-Cerdan (Levallois-Perret)      | 4 000              | 56               |
| ASVEL Lyon-Villeurbanne  | 1948            | 3e                   | T. J. Parker Gianmarco Pozzecco Pierric Poupet | 2020 2023 2024 | Astroballe (Villeurbanne) LDLC Arena (matchs européens) | 5 560 12 523       | 75               |
| JDA Dijon                | 2011            | 4e                   | Nenad Marković Laurent Legname                 | 2021 2023      | Palais des sports Jean-Michel-Geoffroy (Dijon)          | 5 000              | 35               |
| JL Bourg-en-Bresse       | 2017            | 5e                   | Freddy Fauthoux                                | 2022           | Ekinox (Bourg-en-Bresse)                                | 3 548              | 14               |
| Le Mans SB               | 1990            | 6e                   | Elric Delord                                   | 2019           | Antarès (Le Mans)                                       | 6 035              | 59               |
| Cholet Basket            | 1987            | 7e                   | Laurent Vila                                   | 2021           | La Meilleraie (Cholet)                                  | 5 191              | 37               |
| SIG Strasbourg           | 1999            | 8e                   | Massimo Cancellieri                            | 2023           | Rhénus Sport (Strasbourg)                               | 6 200              | 55               |
| Paris Basketball         | 2021            | 9e                   | Tuomas Iisalo                                  | 2023           | Halle Georges-Carpentier (Paris) Adidas Arena (Paris)   | 4 800 8 000        | 3                |
| BCM Gravelines-Dunkerque | 1988            | 10e                  | Laurent Legname Jean-Christophe Prat           | 2022 2023      | Sportica (Gravelines) Salle Calypso (Calais)            | 3 043 3 301        | 36               |
| Chorale de Roanne        | 2019            | 11e                  | Jean-Denys Choulet Marc Berjoan                | 2020 2024      | Halle André-Vacheresse (Roanne)                         | 5 020              | 17               |
| ESSM Le Portel           | 2016            | 12e                  | Éric Girard                                    | 2022           | Le Chaudron (Le Portel)                                 | 3 500              | 7                |
| Nanterre 92              | 2011            | 13e                  | Pascal Donnadieu                               | 1987           | Palais des sports Maurice-Thorez (Nanterre)             | 3 000              | 13               |
| SLUC Nancy               | 2022            | 14e                  | Sylvain Lautié                                 | 2021           | Palais des sports Jean-Weille (Nancy)                   | 6 043              | 25               |
| Limoges CSP              | 2012            | 15e                  | Ilías Kantzoúris Jean-Marc Dupraz              | 2023 2024      | Palais des sports de Beaublanc (Limoges)                | 5 516              | 39               |
| ADA Blois                | 2022            | 16e                  | Mickaël Hay David Morabito                     | 2013 2024      | Salle du Jeu de paume (Blois)                           | 2 525              | 2                |
| Saint-Quentin BB         | 2023            | 1er (Pro B)          | Julien Mahé                                    | 2020           | Palais des sports Pierre-Ratte (Saint-Quentin)          | 3 800              | 6                |
| Élan sportif chalonnais  | 2023            | 2e (Pro B)           | Savo Vučević                                   | 2022           | Le Colisée (Chalon-sur-Saône)                           | 4 948              | 26               |

### Changements d'entraîneur
| Club                     | Entraîneur(s) partant(s) | Motif du départ                       | Date de départ   | Période                   | Entraîneur(s) arrivant(s) | Date d'arrivée   | Ref    |
| ------------------------ | ------------------------ | ------------------------------------- | ---------------- | ------------------------- | ------------------------- | ---------------- | ------ |
| Metropolitans 92         | Vincent Collet           | Fin de contrat                        | 16 juin 2023     | Présaison                 | Laurent Foirest           | 27 juillet 2023  | ,      |
| Limoges CSP              | Massimo Cancellieri      | Rejoint la SIG Strasbourg             | 29 mai 2023      | Présaison                 | Ilías Kantzoúris          | 22 mai 2023      | ,      |
| SIG Strasbourg           | Luca Banchi              | Démission                             | 27 mai 2023      | Présaison                 | Massimo Cancellieri       | 29 mai 2023      | ,      |
| Paris Basketball         | Will Weaver              | Rejoint le staff des Nets de Brooklyn | 21 juin 2023     | Présaison                 | Tuomas Iisalo             | 29 juin 2023     | ,      |
| BCM Gravelines-Dunkerque | Laurent Legname          | Licencié                              | 9 octobre 2023   | En cours de saison (0–6)  | Jean-Christophe Prat      | 26 octobre 2023  | ,      |
| ASVEL Lyon-Villeurbanne  | T. J. Parker             | Licencié                              | 20 octobre 2023  | En cours de saison (4-3)  | Gianmarco Pozzecco        | 25 octobre 2023  | ,      |
| Metropolitans 92         | Laurent Foirest          | Licencié                              | 22 novembre 2023 | En cours de saison (1-11) | Jean-Paul Besson          | 11 décembre 2023 | ,      |
| JDA Dijon                | Nenad Marković           | Licencié                              | 13 décembre 2023 | En cours de saison (6-9)  | Laurent Legname           | 13 décembre 2023 | [ 26 ] |
| ASVEL Lyon-Villeurbanne  | Gianmarco Pozzecco       | Licencié                              | 6 janvier 2024   | En cours de saison (12-5) | Pierric Poupet            | 6 janvier 2024   | [ 27 ] |
| Limoges CSP              | Ilías Kantzoúris         | Transfert à l'Hapoël Jérusalem        | 10 janvier 2024  | En cours de saison (7-9)  | Jean-Marc Dupraz          | 12 janvier 2024  | ,      |
| ADA Blois                | Mickaël Hay              | Licencié                              | 15 février 2024  | En cours de saison (8-15) | David Morabito            | 15 février 2024  | [ 30 ] |
| Chorale de Roanne        | Jean-Denys Choulet       | Licencié                              | 6 mars 2024      | En cours de saison (7-14) | Marc Berjoan              | 16 mars 2024     | [ 31 ] |

### Équipementiers
| Équipementier                | Équipe                    | Période        | Réf.   |
| ---------------------------- | ------------------------- | -------------- | ------ |
| Adidas                       | SIG Strasbourg            | 2005/10 –      | [ 32 ] |
| Adidas                       | ASVEL Lyon-Villeurbanne   | 2020/07 – 2025 | [ 33 ] |
| Adidas                       | Paris Basketball          | 2019/07 –      | [ 33 ] |
| Craft of Scandinavia (CRAFT) | Limoges CSP               | 2020/06 –      | [ 34 ] |
| Erreà                        | AS Monaco Basket          | 2017 –         | [ 35 ] |
| Erreà                        | Chorale Roanne Basket     | 2014/07 –      | [ 36 ] |
| Erreà                        | JDA Dijon Basket          | 2014 –         | [ 37 ] |
| Erreà                        | SLUC Nancy Basket         | 2018 – 2024    | [ 38 ] |
| Kappa                        | BCM Gravelines Dunkerque  | 2019/06        | [ 39 ] |
| Kappa                        | ESSM Le Portel            | 2014/09 min. – | [ 40 ] |
| Le Coq Sportif               | Élan sportif chalonnais   | 2022/06 –      | [ 41 ] |
| Nike                         | JL Bourg-en-Bresse        | 2021/07 – 2025 | [ 42 ] |
| Peak Sport Products          | Nanterre 92               | 2022/10 – 2026 | [ 43 ] |
| Puma                         | Cholet Basket             | 2022/06 – 2025 | [ 44 ] |
| Puma                         | Le Mans SB                | 2022/06 – 2027 | ,      |
| Puma                         | Metropolitans 92          | 2022/08 – 2027 | [ 47 ] |
| Spalding                     | Saint-Quentin Basket-Ball | ? – ?          | [ 48 ] |
| Vestiaire du Sport           | ADA Blois                 | 2021/07 – 2024 | [ 49 ] |

## Saison régulière
La saison 2023-2024 voit la mise en place de la réforme devant faire passer le championnat Élite de 18 à 16 clubs. Il y aura ainsi trois relégations à la fin de cette saison pour une seule montée de Pro B.
Les huit meilleures équipes de la saison régulière sont qualifiées pour les play-offs.

### Classement
| Rang | Équipe               | %  | J  | G  | P  | Pp   | Pc   | GA   |
| ---- | -------------------- | -- | -- | -- | -- | ---- | ---- | ---- |
| 1    | Monaco T             | 85 | 34 | 29 | 5  | 2914 | 2535 | 379  |
| 2    | Paris                | 79 | 34 | 27 | 7  | 2952 | 2531 | 421  |
| 3    | Lyon-Villeurbanne    | 74 | 34 | 25 | 9  | 2866 | 2621 | 245  |
| 4    | Bourg-en-Bresse      | 74 | 34 | 25 | 9  | 2876 | 2565 | 311  |
| 5    | Nanterre             | 59 | 34 | 20 | 14 | 2832 | 2835 | -3   |
| 6    | Saint-Quentin P      | 50 | 34 | 17 | 17 | 2591 | 2546 | 45   |
| 7    | Cholet               | 50 | 34 | 17 | 17 | 2710 | 2712 | -2   |
| 8    | Le Portel            | 50 | 34 | 17 | 17 | 2730 | 2863 | -133 |
| 9    | Dijon                | 47 | 34 | 16 | 18 | 2655 | 2547 | 108  |
| 10   | Nancy                | 47 | 34 | 16 | 18 | 2689 | 2829 | -140 |
| 11   | Le Mans              | 44 | 34 | 15 | 19 | 2749 | 2802 | -53  |
| 12   | Strasbourg           | 44 | 34 | 15 | 19 | 2643 | 2709 | -66  |
| 13   | Limoges              | 41 | 34 | 14 | 18 | 2667 | 2757 | -90  |
| 14   | Chalon-sur-Saône P   | 41 | 34 | 14 | 20 | 2755 | 2867 | -112 |
| 15   | Gravelines-Dunkerque | 35 | 34 | 12 | 22 | 2534 | 2622 | -88  |
| 16   | Blois                | 32 | 34 | 11 | 23 | 2737 | 2905 | -168 |
| 17   | Roanne               | 29 | 34 | 10 | 24 | 2750 | 2969 | -219 |
| 18   | Boulogne-Levallois   | 12 | 34 | 4  | 30 | 2674 | 3109 | -435 |

| Légende :                                          |
| - Qualification pour les playoffs                  |
| - Relégation en Pro B                              |
| - Pas de réengagement en championnat professionnel |
| T Tenant du titre                                  |
| P Promu de Pro B                                   |
| 0                                                  |

### Affluences
En mi-saison, le championnat a attiré en moyenne 3.632 spectateurs pour un taux de remplissage de 85 %, soit légèrement mieux que lors de la saison 2022-2023 à l’issue des matchs aller (84%).
A l'issue de la phase régulière, l'affluence moyenne du championnat s'est élevée à 3 880 spectateurs, le plus élevé des sports de salle en France, avec un record pour le taux de remplissage qui a atteint 88,3%,.

### Matches
| Résultats (dom.\ext.)                                              | BLO     | B-L    | BeB    | CHA    | CHO    | DIJ    | GRA   | LEM    | LEP    | LIM    | LYO    | MON    | NCY    | NAN    | PAR   | ROA    | S-Q   | STR    |
| Blois                                                              |         | 95-84  | 102-93 | 92-95  | 78-80  | 85-84  | 81-73 | 78-80  | 71-80  | 75-73  | 72-98  | 73-89  | 99-98  | 78-89  | 88-92 | 77-80  | 60-75 | 68-73  |
| Boulogne-Levallois                                                 | 81-87   |        | 82-101 | 75-83  | 78-92  | 82-77  | 72-74 | 88-100 | 62-78  | 67-90  | 79-103 | 77-85  | 80-89  | 80-90  | 77-93 | 90-83  | 69-73 | 85-107 |
| Bourg-en-Bresse                                                    | 81-66   | 94-73  |        | 90-67  | 78-80  | 66-60  | 90-82 | 86-67  | 106-74 | 77-67  | 74-80  | 74-70  | 103-78 | 85-67  | 83-81 | 81-84  | 86-71 | 77-74  |
| Chalon-sur-Saône                                                   | 93-75   | 86-92  | 62-89  |        | 79-81  | 76-84  | 79-63 | 73-68  | 94-65  | 80-78  | 88-87  | 68-104 | 70-74  | 89-97  | 73-84 | 105-86 | 97-90 | 101-91 |
| Cholet                                                             | 71-80   | 112-83 | 78-88  | 84-77  |        | 79-88  | 72-84 | 111-96 | 89-82  | 71-67  | 69-73  | 69-75  | 67-76  | 70-67  | 70-77 | 90-86  | 73-69 | 78-90  |
| Dijon                                                              | 81-63   | 94-54  | 66-84  | 73-66  | 60-62  |        | 90-69 | 87-77  | 92-80  | 90-60  | 71-73  | 72-80  | 88-73  | 82-84  | 72-80 | 99-82  | 77-69 | 80-68  |
| Gravelines-Dunkerque                                               | 82-73   | 106-76 | 64-75  | 81-83  | 66-59  | 71-55  |       | 71-84  | 77-83  | 79-83  | 74-79  | 68-72  | 83-76  | 80-79  | 66-77 | 82-67  | 69-78 | 67-56  |
| Le Mans                                                            | 110-96  | 110-96 | 64-80  | 98-72  | 85-88  | 76-67  | 78-68 |        | 73-67  | 101-75 | 87-100 | 84-95  | 98-66  | 76-89  | 55-88 | 90-80  | 76-77 | 86-78  |
| Le Portel                                                          | 94-89   | 104-79 | 66-99  | 99-96  | 87-84  | 81-75  | 91-82 | 85-76  |        | 76-66  | 66-101 | 67-74  | 88-93  | 72-84  | 66-80 | 91-76  | 85-76 | 96-77  |
| Limoges                                                            | 86-78   | 98-88  | 86-90  | 107-88 | 81-90  | 93-77  | 88-63 | 79-78  | 73-76  |        | 79-68  | 59-72  | 102-99 | 79-68  | 65-83 | 80-77  | 83-80 | 73-80  |
| Lyon-Villeurbanne                                                  | 85-77   | 102-76 | 84-61  | 79-72  | 100-95 | 79-74  | 86-83 | 89-75  | 85-70  | 77-66  |        | 79-87  | 89-64  | 100-76 | 66-86 | 93-88  | 79-77 | 91-72  |
| Monaco                                                             | 99-81   | 84-72  | 78-67  | 82-69  | 66-79  | 88-74  | 91-76 | 78-74  | 101-67 | 94-56  | 89-71  |        | 86-100 | 91-82  | 84-62 | 116-73 | 77-75 | 92-78  |
| Nancy                                                              | 93-96   | 85-69  | 59-85  | 92-83  | 77-85  | 66-56  | 69-59 | 68-60  | 76-91  | 67-75  | 58-83  | 94-86  |        | 91-71  | 81-78 | 84-79  | 69-77 | 79-75  |
| Nanterre                                                           | 103-106 | 94-86  | 105-98 | 83-72  | 91-87  | 67-87  | 78-75 | 93-81  | 109-88 | 113-77 | 85-81  | 80-86  | 89-88  |        | 67-98 | 83-77  | 80-75 | 76-68  |
| Paris                                                              | 72-65   | 93-86  | 84-80  | 85-70  | 92-90  | 81-64  | 97-78 | 112-71 | 86-90  | 101-77 | 92-86  | 85-92  | 113-71 | 102-68 |       | 90-61  | 87-65 | 78-67  |
| Roanne                                                             | 83-81   | 105-93 | 87-111 | 82-93  | 82-69  | 92-105 | 69-78 | 70-71  | 84-83  | 79-76  | 66-69  | 92-99  | 107-80 | 72-86  | 83-76 |        | 90-96 | 82-98  |
| Saint-Quentin                                                      | 75-64   | 68-82  | 92-61  | 75-70  | 75-60  | 77-73  | 68-76 | 81-64  | 88-67  | 75-83  | 91-71  | 71-69  | 71-78  | 87-82  | 65-81 | 57-64  |       | 86-66  |
| Strasbourg                                                         | 80-88   | 74-61  | 65-83  | 82-86  | 79-76  | 64-81  | 68-65 | 71-80  | 90-75  | 80-87  | 82-80  | 67-83  | 88-78  | 71-57  | 89-86 | 97-82  | 78-66 |        |
| - Victoire à domicile - Victoire à l'extérieur - Match non disputé |         |        |        |        |        |        |       |        |        |        |        |        |        |        |       |        |       |        |

### Évolution du classement
| Journées →           | 1  | 2  | 3    | 4    | 5    | 6    | 7    | 8    | 9    | 10  | 11 | 12 | 13 | 14   | 15   | 16   | 17   | 18   | 19   | 20   | 21   | 22   | 23   | 24   | 25   | 26 | 27 | 28  | 29   | 30   | 31   | 32 | 33 | 34 | PO | Rel. |
|                      |    |    |      |      |      |      |      |      |      |     |    |    |    |      |      |      |      |      |      |      |      |      |      |      |      |    |    |     |      |      |      |    |    |    |    |      |
| -------------------- | -- | -- | ---- | ---- | ---- | ---- | ---- | ---- | ---- | --- | -- | -- | -- | ---- | ---- | ---- | ---- | ---- | ---- | ---- | ---- | ---- | ---- | ---- | ---- | -- | -- | --- | ---- | ---- | ---- | -- | -- | -- | -- | ---- |
| Blois                | 7  | 11 | 5    | 11   | 13   | 15   | 13   | 11   | 9    | 11  | 12 | 13 | 14 | 15+1 | 16+1 | 16+1 | 16+1 | 16   | 15   | 15   | 15   | 15   | 15   | 16   | 17   | 17 | 17 | 17  | 17   | 17   | 17   | 17 | 16 | 16 | 2  | 15   |
| Boulogne-Levallois   | 11 | 16 | 17   | 17   | 17   | 18   | 18   | 18   | 18-1 | 17  | 18 | 18 | 18 | 18   | 18   | 18   | 18   | 18   | 18   | 18   | 18   | 18   | 18   | 18   | 18   | 18 | 18 | 18  | 18   | 18   | 18   | 18 | 18 | 18 |    | 33   |
| Bourg-en-Bresse      | 1  | 1  | 6    | 4    | 4    | 3    | 2    | 3    | 3    | 3   | 4  | 3  | 4  | 4    | 4    | 3    | 4    | 2    | 3-1  | 2    | 3-1  | 3-1  | 3-1  | 3-1  | 3-1  | 4  | 4  | 4   | 4-1  | 3-1  | 3-1  | 4  | 4  | 4  | 34 |      |
| Chalon-sur-Saône     | 13 | 17 | 14   | 12   | 9    | 10   | 10   | 10   | 11   | 15  | 11 | 11 | 11 | 12   | 8    | 12   | 13   | 10   | 12   | 13   | 13   | 12   | 13   | 13   | 12   | 13 | 14 | 14  | 13   | 14   | 14   | 14 | 14 | 14 | 1  | 1    |
| Cholet               | 8  | 5  | 4-1  | 3-2  | 2-2  | 8-1  | 6-1  | 4-1  | 4-1  | 4-1 | 6  | 8  | 12 | 10   | 12   | 10   | 11   | 9    | 8    | 8    | 7    | 7    | 9    | 9    | 7    | 6  | 6  | 7   | 8    | 8    | 8    | 10 | 8  | 7  | 25 |      |
| Dijon                | 17 | 15 | 16   | 14   | 15   | 14   | 15   | 14   | 15   | 12  | 13 | 10 | 15 | 11   | 13   | 11   | 12   | 12   | 11   | 7    | 8    | 8    | 10   | 10   | 11   | 12 | 12 | 13  | 12   | 13   | 13   | 13 | 10 | 9  | 3  | 2    |
| Gravelines-Dunkerque | 12 | 14 | 15   | 16   | 16   | 17   | 17   | 17   | 17   | 18  | 17 | 17 | 17 | 17   | 17   | 17   | 17-1 | 17-2 | 17-2 | 17-2 | 16-2 | 17-2 | 16-2 | 15-2 | 16-1 | 15 | 15 | 15  | 15   | 15   | 15   | 15 | 15 | 15 |    | 21   |
| Le Mans              | 15 | 7  | 13   | 9    | 11   | 11   | 12   | 13   | 12   | 9   | 8  | 7  | 8  | 13   | 10   | 13   | 8    | 11   | 10   | 10   | 11   | 13   | 11   | 12   | 14   | 11 | 10 | 12  | 11   | 11   | 9    | 12 | 9  | 11 | 5  |      |
| Le Portel            | 18 | 18 | 18   | 18   | 18   | 16   | 14   | 15   | 14-1 | 10  | 9  | 9  | 7  | 7    | 7    | 9    | 10   | 8    | 6-1  | 12   | 12   | 9    | 7    | 8    | 8    | 8  | 7  | 6+1 | 6    | 6    | 7    | 6  | 6  | 8  | 17 | 6    |
| Limoges              | 14 | 8  | 7    | 8    | 8    | 6    | 9    | 9    | 7    | 6   | 16 | 16 | 16 | 16   | 15   | 15   | 14   | 14   | 13   | 14   | 14   | 14   | 14   | 14   | 13   | 14 | 13 | 11  | 14+1 | 12+1 | 12+1 | 11 | 13 | 13 | 7  | 4    |
| Lyon-Villeurbanne    | 3  | 4  | 2    | 5    | 7    | 4    | 8    | 7    | 5    | 8   | 3  | 4  | 3  | 2+1  | 3+1  | 2+1  | 3    | 4-1  | 2-1  | 3-1  | 2-1  | 2-1  | 2    | 2    | 2    | 3  | 3  | 3   | 3    | 4    | 4    | 3  | 3  | 3  | 34 |      |
| Monaco               | 5  | 2  | 3    | 2    | 1    | 1    | 1    | 1    | 1    | 1   | 1  | 1  | 1  | 1    | 1    | 1    | 1-1  | 1-1  | 1-1  | 1-1  | 1-1  | 1-1  | 1    | 1    | 1    | 1  | 1  | 1   | 1+1  | 1+2  | 1+1  | 1  | 1  | 1  | 34 |      |
| Nancy                | 6  | 13 | 9    | 7-1  | 6-1  | 9-1  | 7-1  | 5-1  | 6-1  | 5-1 | 5  | 6  | 5  | 5    | 6    | 6    | 6    | 6    | 7    | 9-1  | 10-1 | 11-1 | 12-1 | 11-1 | 10-1 | 10 | 11 | 10  | 10   | 10   | 10   | 9  | 11 | 10 | 16 |      |
| Nanterre             | 16 | 10 | 8    | 6    | 5    | 6    | 4    | 6    | 8    | 7   | 7  | 5  | 6  | 6    | 5    | 5    | 5    | 5    | 5    | 5    | 5    | 5    | 5    | 5    | 5    | 5  | 5  | 5   | 5    | 5    | 5    | 5  | 5  | 5  | 32 | 1    |
| Paris                | 2  | 3  | 1    | 1    | 3    | 2    | 3    | 2    | 2    | 2   | 2  | 2  | 2  | 3    | 2    | 4    | 2    | 3-1  | 4-1  | 4-2  | 4-2  | 4-2  | 4-2  | 4-2  | 4-1  | 2  | 2  | 2   | 2-1  | 2-1  | 2-1  | 2  | 2  | 2  | 34 |      |
| Roanne               | 10 | 6  | 11   | 15   | 12   | 13   | 16   | 16   | 16   | 16  | 15 | 15 | 13 | 14   | 14   | 14   | 15-1 | 15-1 | 16-1 | 16-1 | 17-2 | 16-2 | 17-2 | 17-2 | 15-2 | 16 | 16 | 16  | 16   | 16+1 | 16   | 16 | 17 | 17 | 1  | 19   |
| Saint-Quentin        | 9  | 12 | 12   | 13-1 | 10-1 | 7-1  | 5-1  | 8-1  | 10-1 | 14  | 10 | 14 | 10 | 9    | 9    | 8    | 7    | 7    | 9    | 6    | 6    | 6    | 6    | 7    | 6    | 7  | 8  | 8+1 | 9    | 7    | 6    | 7  | 7  | 6  | 20 |      |
| Strasbourg           | 4  | 9  | 10-1 | 10-2 | 14-2 | 12-1 | 11-1 | 12-1 | 13-1 | 13  | 14 | 12 | 9  | 8    | 11   | 7    | 9    | 13   | 14   | 11   | 9    | 10   | 8    | 6    | 9    | 9  | 9  | 9   | 7    | 9    | 11   | 8  | 12 | 12 | 7  |      |

En exposant le nombre de matchs d'avance ou de retard de l'équipe

## Playoffs
|  | Quarts de finale | Quarts de finale | Quarts de finale  | Quarts de finale | Quarts de finale |    |      | Demi-finales | Demi-finales      | Demi-finales | Demi-finales | Demi-finales | Demi-finales | Demi-finales |  |  | Finale | Finale | Finale | Finale | Finale | Finale | Finale |
|  |                  |                  |                   |                  |                  |    |      |              |                   |              |              |              |              |              |  |  |        |        |        |        |        |        |        |
|  | 1                | Monaco           | 85                | 101              | -                |    |      |              |                   |              |              |              |              |              |  |  |        |        |        |        |        |        |        |
|  | 8                | Le Portel        | 78                | 70               | -                |    |      |              |                   |              |              |              |              |              |  |  |        |        |        |        |        |        |        |
|  | 8                | Le Portel        | 78                | 70               | -                |    | 1    | Monaco       | 85                | 73           | 85           | 76           | -            |              |  |  |        |        |        |        |        |        |        |
|  |                  |                  |                   |                  |                  |    | 1    | Monaco       | 85                | 73           | 85           | 76           | -            |              |  |  |        |        |        |        |        |        |        |
|  |                  | 4                | Bourg-en-Bresse   | 72               | 83               | 81 | 71   | -            |                   |              |              |              |              |              |  |  |        |        |        |        |        |        |        |
|  | 4                | 4                | Bourg-en-Bresse   | 72               | 83               | 81 | 71   | -            | Bourg-en-Bresse   | 92           | 84           | 90           |              |              |  |  |        |        |        |        |        |        |        |
|  | 4                |                  |                   |                  |                  |    |      |              | Bourg-en-Bresse   | 92           | 84           | 90           |              |              |  |  |        |        |        |        |        |        |        |
|  | 5                | Nanterre         | 82                | 90               | 74               |    |      |              |                   |              |              |              |              |              |  |  |        |        |        |        |        |        |        |
|  |                  |                  |                   |                  |                  |    |      |              |                   |              |              |              |              |              |  |  | 1      | Monaco | 90     | 70     | 88     | 115    | -      |
|  |                  | 2                | Paris             | 80               | 77               | 59 | 76   | -            |                   |              |              |              |              |              |  |  |        |        |        |        |        |        |        |
|  | 2                | Paris            | 81                | 90               | 74               |    |      |              |                   |              |              |              |              |              |  |  |        |        |        |        |        |        |        |
|  | 7                | Cholet           | 91                | 72               | 62               |    |      |              |                   |              |              |              |              |              |  |  |        |        |        |        |        |        |        |
|  | 7                | Cholet           | 91                | 72               | 62               |    | 2    | Paris        | 94                | 85           | 77           | 103          | 98           |              |  |  |        |        |        |        |        |        |        |
|  |                  |                  |                   |                  |                  |    | 2    | Paris        | 94                | 85           | 77           | 103          | 98           |              |  |  |        |        |        |        |        |        |        |
|  |                  | 3                | Lyon-Villeurbanne | 81               | 89               | 86 | 98ap | 92           |                   |              |              |              |              |              |  |  |        |        |        |        |        |        |        |
|  | 3                | 3                | Lyon-Villeurbanne | 81               | 89               | 86 | 98ap | 92           | Lyon-Villeurbanne | 91           | 92           | -            |              |              |  |  |        |        |        |        |        |        |        |
|  | 3                |                  |                   |                  |                  |    |      |              | Lyon-Villeurbanne | 91           | 92           | -            |              |              |  |  |        |        |        |        |        |        |        |
|  | 6                | Saint-Quentin    | 75                | 89ap             | -                |    |      |              |                   |              |              |              |              |              |  |  |        |        |        |        |        |        |        |

## Trophées LNB
| Meilleur joueur de la saison (MVP) - T. J. Shorts (Paris) Meilleur joueur de la finale (MVP) - Mike James (Monaco) Meilleur marqueur - T. J. Shorts (Paris) Meilleur entraîneur - Tuomas Iisalo (Paris) Cinq majeur de l'année - T. J. Shorts (Paris) - Mike James (Monaco) - Nadir Hifi (Paris) - Isiaha Mike (Bourg-en-Bresse) - Bastien Vautier (Le Portel) | Meilleur défenseur - John Brown (Monaco) Meilleur jeune - Zaccharie Risacher (Bourg-en-Bresse) Meilleur contreur - Ibrahima Fall Faye (Nanterre) |

### Joueurs du mois
| Mois      | Premier            | Premier            | Premier | Deuxième       | Deuxième              | Deuxième | Troisième       | Troisième        | Troisième | Réf.   |
| Mois      | Joueur             | Club               | %       | Joueur         | Club                  | %        | Joueur          | Club             | %         | Réf.   |
| --------- | ------------------ | ------------------ | ------- | -------------- | --------------------- | -------- | --------------- | ---------------- | --------- | ------ |
| Septembre | Mike James         | AS Monaco          | 31 %    | T. J. Shorts   | Paris Basketball      | 26 %     | Milan Barbitch  | ADA Blois        | 24 %      | [ 59 ] |
| Octobre   | Neal Sako          | Cholet Basket      | 39 %    | Milan Barbitch | ADA Blois             | 24 %     | T. J. Shorts    | Paris Basketball | 22 %      | [ 60 ] |
| Novembre  | Nadir Hifi         | Paris Basketball   | 62 %    | DeVante' Jones | Le Mans Sarthe Basket | 13 %     | Bastien Vautier | ESSM Le Portel   | 13 %      | [ 61 ] |
| Décembre  | Zaccharie Risacher | JL Bourg-en-Bresse | 38 %    | T. J. Campbell | Cholet Basket         | 30 %     | Élie Okobo      | AS Monaco        | 20 %      | [ 62 ] |
| Janvier   | Tidjane Salaün     | Cholet Basket      | 38 %    | Mike James     | AS Monaco             | 28 %     | Neal Sako       | Cholet Basket    | 22 %      | [ 63 ] |
| Février   | T. J. Shorts       | Paris Basketball   | 38%     | Bodian Massa   | JL Bourg-en-Bresse    | 35%      | Justin Bibbins  | Nanterre 92      | 14%       | [ 64 ] |
| Mars      | Nadir Hifi         | Paris Basketball   | 42%     | Neal Sako      | Cholet Basket         | 30%      | T. J. Shorts    | Paris Basketball | 16%       | [ 65 ] |
| Avril     | Sekou Doumbouya    | Chorale Roanne     | 38%     | T. J. Shorts   | Paris Basketball      | 32%      | Chris Clemons   | SLUC Nancy       | 22%       | [ 66 ] |

## Clubs engagés en Coupe d'Europe

### Euroligue
| Équipe     | Saison régulière | Saison régulière | Playoffs        | Playoffs  | Bilan général |
| Équipe     | Résultat         | V–D (%V)         | Résultat        | V–D (%V)  | V–D (%V)      |
| ---------- | ---------------- | ---------------- | --------------- | --------- | ------------- |
| AS Monaco  | 3e               | 23–11 (68%)      | Quart de finale | 2–3 (40%) | 25–14 (64%)   |
| LDLC ASVEL | 17e              | 9–25 (27%)       | Éliminé         | Éliminé   | 9–25 (27%)    |

### EuroCoupe
| Équipe           | Saison régulière | Saison régulière | Playoffs  | Playoffs   | Bilan général |
| Équipe           | Résultat         | V–D (%V)         | Résultat  | V–D (%V)   | V–D (%V)      |
| ---------------- | ---------------- | ---------------- | --------- | ---------- | ------------- |
| JL Bourg         | 1er du Groupe B  | 14–4 (78%)       | Finaliste | 3–3 (50%)  | 17–7 (71%)    |
| Paris Basketball | 1er du Groupe A  | 17–1 (94%)       | Champion  | 5–0 (100%) | 22–1 (96%)    |

### Ligue des Champions
| Équipe         | Qualifications                                | Qualifications                                | Saison régulière | Saison régulière | Play-in                             | Play-in                             | Top 16         | Top 16    | Playoffs | Playoffs | Bilan général |
| Équipe         | Résultat                                      | V–D (%V)                                      | Résultat         | V–D (%V)         | Résultat                            | V–D (%V)                            | Résultat       | V–D (%V)  | Stade    | V–D (%V) | V–D (%V)      |
| -------------- | --------------------------------------------- | --------------------------------------------- | ---------------- | ---------------- | ----------------------------------- | ----------------------------------- | -------------- | --------- | -------- | -------- | ------------- |
| JDA Dijon      | Directement qualifié pour la saison régulière | Directement qualifié pour la saison régulière | 1er du groupe B  | 5–1 (83%)        | Directement qualifié pour le top 16 | Directement qualifié pour le top 16 | 3e du groupe J | 2–4 (33%) | Éliminé  | Éliminé  | 7–5 (58%)     |
| Le Mans        | Directement qualifié pour la saison régulière | Directement qualifié pour la saison régulière | 2e du groupe A   | 3–3 (50%)        | Éliminé                             | 0–2 (0%)                            | Éliminé        | Éliminé   | Éliminé  | Éliminé  | 3–5 (38%)     |
| Cholet         | Qualifié                                      | 3–0 (100%)                                    | 2e du groupe C   | 3–3 (50%)        | Qualifié                            | 2–1 (67%)                           | 4e du groupe I | 2–4 (33%) | Éliminé  | Éliminé  | 10–8 (56%)    |
| SIG Strasbourg | Qualifié                                      | 3–0 (100%)                                    | 1er du groupe E  | 4–2 (67%)        | Directement qualifié pour le top 16 | Directement qualifié pour le top 16 | 3e du groupe I | 2–4 (33%) | Éliminé  | Éliminé  | 9–6 (60%)     |

### Coupe d'Europe FIBA
| Équipe               | Qualifications                                | Qualifications                                | Saison régulière | Saison régulière | Top 16         | Top 16    | Playoffs | Playoffs | Bilan général |
| Équipe               | Résultat                                      | V–D (%V)                                      | Résultat         | V–D (%V)         | Résultat       | V–D (%V)  | Stade    | V–D (%V) | V–D (%V)      |
| -------------------- | --------------------------------------------- | --------------------------------------------- | ---------------- | ---------------- | -------------- | --------- | -------- | -------- | ------------- |
| Gravelines-Dunkerque | Directement qualifié pour la saison régulière | Directement qualifié pour la saison régulière | 2e du groupe G   | 2–2 (50%)        | 3e du groupe M | 3–3 (50%) | Éliminé  | Éliminé  | 5–5 (50%)     |